# Бруна, Синди
Синди Бруна (фр. Cindy Bruna; род. 27 сентября 1994, Сен-Рафаэль) — французская топ-модель.
Родилась на юге Франции. Мать — конголезка, отец — итальянец. Во время обучения в университете была приглашена на кастинг организованном парижским агентством Metropolitan, после отбора подписала контракт. На международном подиуме дебютировала в 2011 году на неделе высокой моды в Нью-Йорке.
Принимала участие в показах: Alexander McQueen, Anna Sui, Antonio Berardi, Balmain, Blumarine, Bottega Veneta, Calvin Klein, Carolina Herrera, Chanel, Diane von Fürstenberg, Donna Karan, Elie Saab, Ermanno Scervino, Etam, Giambattista Valli, Giorgio Armani, Givenchy, Hervé Léger, Issey Miyake, Jason Wu, Jean Paul Gaultier, Jeremy Scott, Jill Stuart, John Rocha, Marchesa, Mary Katrantzou, Matthew Williamson, Maxime Simoens, Moschino, Philipp Plein, Ports 1961, Ralph Lauren, Reem Acra, Roland Mouret, Stella McCartney, Temperley, Topshop, Victoria’s Secret, Vionnet, Vivienne Westwood, Zac Posen, Зухаир Мурад и других.
В 2013, 2014, и 2015 годах была приглашена на итоговые показы компании Victoria’s Secret.